# Baccum
Die Ortschaft Baccum liegt im Süden des Landkreises Emsland, östlich von Lingen auf einer Höhe von 40 m ü. NN. Der Ort war früher eine Gemeinde und gehört heute zur Stadt Lingen (Ems). Dem ehemaligen Kirchdorf Baccum waren die Gemeinden und Bauerschaften Ramsel und Münnigbüren zugeordnet: Alle drei bildeten zusammen auf einer Grundfläche von 23 km² die Kirchen- und Schulgemeinde Baccum.

## Geschichte

### Herkunft der Ortsnamen
Die Herkunft des Namens Baccum (alt: Bammun, später Backamen) ist nicht mit Sicherheit nachweisbar. Der Ortsname taucht erstmals im 11. Jahrhundert in einem Heberegister des Klosters Corvey auf. Etymologisch könnte der erste Wortstamm Ba bzw. Back (wie Bach) „ein kleines fließendes Wasser“ bedeuten. Der zweite Wortstamm mun bzw. men wäre dem Oberbegriff „Schutz“ zuzuordnen, der auf Behausungen (Wohnungen) hinweist. Die ursprüngliche Bedeutung des Ortsnamens wäre demnach: Behausungen (Häuser) an einer kleinen Wasserstelle. Jüngste Ausgrabungen bestätigen diese Darstellung. Eine Beziehung des alten Ortsnamens zu der Örtlichkeit besteht ohne Zweifel.
Änderungen in Sprache und Schrift fanden auch in Ortsnamen ihren Niederschlag: Vom 7. bis 11. Jahrhundert war die althochdeutsche Sprache vorherrschend, vom 12. bis 15. Jahrhundert die mittelhochdeutsche, auch niederländischer Einfluss ist nachweisbar. Deshalb fanden in der Folgezeit auch diverse Namensänderungen statt: Im Jahr 1160 findet man den Namen Bacheim, gesprochen wohl Bac-heim, 1260 Backem, um 1900 Backum und heute Baccum.
Den Ortsnamen Münnigbüren findet man erstmals im 11. Jahrhundert als Mundiburi im Heberegister des Klosters Corvey. Ludwig Schriever weist Mundiburi und Mundigburen im Jahre 1160 nach. Der Wortstamm Mund dürfte auch als Schutz bzw. behüten zu verstehen sein, man findet ihn auch bei Vormund. Buri bzw. bur lässt sich auf Bauer (Landmann) zurückführen. Noch im Mittelalter war die umgangssprachliche Bezeichnung für „den Acker pflügen“, den Acker bauen, Ackerland bezeichnete man als Bauland.
Ramsel (alt Ramesloh) wird erstmals im Jahr 1350 erwähnt. Hier finden sich ebenfalls zwei Wortstämme: Ram und loh. Ersterer dürfte als Widder (Schafbock) zu verstehen sein. Loh ist ein Ausdruck für eine mit lichtem Holz bewachsene Fläche mit Unterwuchs (Heide oder Gras). Die Bezeichnung für Ramesloh wäre demnach Schafweide.

### Geschichtliche Entwicklung
Ansiedlungen muss es im heutigen Baccum bereits in der Jungsteinzeit gegeben haben. Dafür sprechen die von den Leuten der Trichterbecher-Kultur errichteten Großsteingräber. An den Abhängen des Endmoränenwalles Baccumer Berg befanden sich sieben solcher Monumente. An der Nordseite: Zwei auf der Brömmlinge in Ramsel, drei auf dem Steinbrink in Baccum und eines auf dem Langenberg in Münnigbüren. Am Südabhang befand sich ein Grab im Forstort Schöttmer, das ebenfalls dem Bereich Ramsel zugeordnet werden kann. Die Anzahl der Gräber und deren Verteilung lassen darauf schließen, dass alle drei Ortsteile schon in der Zeit um 4000 bis 2000 v. Chr. besiedelt waren. Jede Sippe hatte wohl ihr eigenes Steingrab. Die Bestattungsform war die Ganzkörper-Bestattung.
Die Gräber sind alle zerstört. Über den Verbleib der Steine gibt es nur unzuverlässige Nachweise. Naheliegend ist, dass die Gräber das Steinmaterial für den Bau der ersten (?) katholischen Kirche lieferten, deren Bau in das Ende des 14. Jahrhunderts datiert wird.
Die unbehauenen Natursteine des heutigen Turmes bezeugen noch, dass unsere Vorfahren vor Jahrhunderten schon in der Lage waren, mit primitivsten Mitteln die mächtigen Steine zu spalten und zerkleinern. Bekannt ist auch, dass die Baccumer im 19. Jahrhundert Steinmaterial zur Küstenbefestigung an die Nordsee lieferten. Die Gemeinde sah sich dann genötigt, den Abtransport der Steine unter Strafe zu stellen. Über den Verbleib eventueller Restbestände ist nichts bekannt.
Weitere Zeugen dieser längst vergangenen Zeit, sind diverse Schaber, Klingen, Pfeilspitzen etc., die der Hobbyarchäologe Albert Jackisch auf den Feldern an den Hängen des Baccumer Berges auflesen konnte. Alle Gegenstände wurden aus Flint- bzw. Feuersteinen angefertigt.
Die ständige Zunahme der Bevölkerung etwa ab dem 3. Jahrtausend v. Chr., erforderte zum Teil grundlegende wirtschaftliche und kulturelle Veränderungen: Jagd, Fischfang und Sammeln traten zunehmend in den Hintergrund. Land- und Viehwirtschaft dominierten mehr und mehr. Diese Entwicklung erforderte auch ein Umdenken in der Toten-Bestattung. Abgesehen vom Arbeitsaufwand beim Bau der megalithischen Monumente, war der Vorrat an entsprechendem Steinmaterial nicht unbegrenzt. Man verzichtete allmählich auf die Steinsetzungen und bestattete die Toten unter Erdhügeln. Weil die übernommenen Vorstellungen und Bräuche bei den Menschen weiterlebten, übertrug man die Abmessungen der Steingräber auch auf die Grabhügel. Man schüttete Erdhügel auf mit einem Durchmesser von 15 bis 20 Meter und einer Höhe von 1,50 bis 2 Meter. Die Bestattungsform blieb zunächst die Ganzkörper-Bestattung.
Urnenfunde aus der Zeit um 2000 v. Chr. im Bereich des Baccumer Berges, weisen dann in den mächtigen Erdhügeln erste Brand-Bestattungen nach.
Sehr erfolgreich waren Ausgrabungen in den Jahren 2008 und 2009. Ein Privatgrundstück nahe der B 214, das bereits als Wohngebiet ausgewiesen war, verbarg ein Urnengräberfeld mit annähernd 100 Bestattungen aus der späten Bronzezeit, etwa 500 v. Chr. Außerdem fanden die Bezirksarchäologen aus Oldenburg in 80 cm Tiefe Überreste einer eisenzeitlichen Ansiedlung, bestehend aus sechs Behausungen (Wohnungen) aus der Zeit um 300 v. Chr. Darüber hinaus eine bäuerliche Ansiedlung mit Nebengebäuden aus dem Mittelalter, etwa 1200 n. Chr. Die freigelegten Markierungen der Standorte hatten Abstände von ca. 15 Meter und lagen in Gruppen zusammen. Alle Häuser waren in West-Ost-Richtung gebaut. Geschichtliche Überlieferungen weisen im Raum Baccum alle in prähistorischer Zeit üblichen Bestattungsformen nach.
Aus dieser Zeit stammt auch das anfangs erwähnte Schriftstück vom Kloster Corvey, mit der Überlieferung der Ortsnamen Bammun und Backamen. Dem Hof des Buovo, ein Name aus der Karolingerzeit, wird darin mitgeteilt, dass er als Eigenhöriger des Klosters 20 Scheffel Roggen, 10 Scheffel Hafer und 1 Schaf abliefern musste. Außerdem als Zehntabgabe (die Zehntabgabe war eine Abgabe an die Kirche, diese erhielt den 10. Teil von den Erträgen der Höfe): 23 Scheffel Roggen, 18 Schafe und 18 Eimer Honig. Man kann davon ausgehen, dass die genannten Abgaben die Leistungsfähigkeit des Hofes Buovo überschritten. Deshalb musste er wohl, in seiner Eigenschaft als Oberhof, die Abgaben von weiteren Höfen des Klosters einsammeln und weiter leiten.
Etwa im 13. Jahrhundert entwickelte sich in Baccum eine andere Siedlungsform. Es entstanden die Eschrandsiedlungen. Höfe siedelten sich in unregelmäßigen, größeren Abständen am Rande des Esches an, eine für den Ackerbau geeignete ebene Fläche.
Die ständig zunehmende Bevölkerung brachte ein weiteres Problem mit sich: Bisher hatten die so genannten Rufnamen ausgereicht, um jede Person im Ort namentlich zu identifizieren. Dieses war bald nicht mehr möglich. Deshalb gab man den Mitgliedern der einzelnen Familien zusätzlich einen gemeinsamen zweiten Namen. Es entstanden neben den Vornamen auch Nachnamen, oder Familiennamen.
Geschichtlich überliefert sind in unserem Gebiet zu Beginn des Mittelalters zuerst die Amsivarier, die das Gebiet der Ems zwischen Meppen und Lingen besiedelten. Sie wurden von den Chauken, ein Nachbarvolk, vertrieben. Etwa ab dem 5. Jahrhundert verschwindet der Name der Chauken dann völlig unter dem der Sachsen.
Das Niederlassungsgebiet des deutschen Volkes war nach uraltem Brauch in Gaue aufgeteilt. Der Gau, der in alter Zeit unser Gebiet umfasste, war der Venkigau. Baccum, Ramsel und Münnigbüren waren zu der Zeit Bauerschaften von Lingen. Bei größerer Vermehrung der Bevölkerung und zunehmender Sesshaftigkeit wurden Unterabteilungen der Gaue gegründet, die man Marken nannte. Es entstand die Gemarkung Baccum.
Die Verwaltung und Nutzung des als Mark bezeichneten Gemeinheitsgrundes, war zunächst genossenschaftlich geregelt.
Der Landesherr eignete sich bald ein Mitspracherecht an, das er sich später als oberster und letztlich als alleiniger Markenherr aufwertete. Mit der zunehmenden Besiedelung der Mark und Ausweisung von Ländereien, zog der Landesherr die Abgaben von den ihm „eigenhörigen Höfen“ ein. Damit schwand der Einfluss des Klosters Corvey in Baccum mehr und mehr. In der Mitte des 16. Jahrhunderts hatte das Kloster in Baccum keine Besitzungen mehr.
Bis zum Ende des 15. Jahrhunderts war Lingen ein Tecklenburger Amtssitz. Mit dessen Ende verschwand auch der Venkigau. Lingen und Umgebung wurden eine selbständige Grafschaft, die zunächst eine Einheit bildete, später aber in die Nieder- und Obergrafschaft aufgeteilt wurde. Das Kirchspiel Baccum mit seinen Bauerschaften gehörte mit neun weiteren Kirchspielen zur Niedergrafschaft. Wohl kaum ein deutsches Territorium hatte in den folgenden Jahrhunderten eine derart wechselvolle Geschichte aufzuweisen. Nach vielen wechselnden Herrschaften gehörte die Niedergrafschaft Lingen ab 1866 zu Preußen.
In den 1960er Jahren wurde deutlich, dass kleine Gemeinden nicht mehr in der Lage waren, die wachsenden Aufgaben zu erfüllen. Die Gemeinden Baccum, Ramsel und Münnigbüren waren nur im schulischen und kirchlichen Bereich zusammengeschlossen. Im Jahre 1965 versuchte man durch die Gründung einer Samtgemeinde die kommunale Entwicklung voranzutreiben. Der nächste Schritt, die Bildung einer Einheitsgemeinde, sollte im Jahre 1969 folgen. Diese Bemühungen wurden jedoch von der Landesregierung abgelehnt.
Danach konnte nach vielen Vorgesprächen und Verhandlungen am 16. Dezember 1971 zwischen den drei Baccumer Gemeinden und der Stadt Lingen ein Grenzänderungsvertrag unterzeichnet werden, der den Zusammenschluss Baccums mit der Stadt Lingen beinhaltete. Der Vertrag wurde am 1. März 1974 wirksam.

### Einwohnerentwicklung
|             | 1794 | 1880 | 1900 | 1925 | 1933 | 1939 | 1950 | 1961 | 1970 | 2007 | 2009 | 2010 | 2012 |
| ----------- | ---- | ---- | ---- | ---- | ---- | ---- | ---- | ---- | ---- | ---- | ---- | ---- | ---- |
| Baccum      | –    | 308  | 335  | 385  | 390  | 387  | 567  | 679  | 909  | 1756 | 1741 | 1731 | 1730 |
| Ramsel      | –    | 224  | 262  | 296  | 292  | 289  | 381  | 365  | 574  | 734  | 703  | 702  | 690  |
| Münnigbüren | –    | 171  | 220  | 243  | 238  | 241  | 262  | 250  | 220  | 210  | 201  | 195  | 196  |
| gesamt      | 599  | 703  | 817  | 924  | 965  | 917  | 1210 | 1294 | 1703 | 2700 | 2645 | 2628 | 2616 |

## Wirtschaftliche Entwicklung
Bis zum Ende des Zweiten Weltkriegs war die Bevölkerung in den Gemeinden Baccum, Ramsel und Münnigbüren fast ausschließlich landwirtschaftlich orientiert. Selbst Gaststätteninhaber, Krämer, Küster und Pastoren betrieben nebenher noch eine Landwirtschaft. 1900 hatten alle drei Gemeinden zusammen 817 Einwohner.
Die beiden Weltkriege im 20. Jahrhundert forderten von den aus Baccum, Ramsel und Münnigbüren eingezogenen Soldaten viele Tote und Vermisste. Im Zweiten Weltkrieg waren auch die materiellen Schäden erheblich.
In den 1920er Jahren wurde der Kunstdünger eingeführt. Dieses führte, zusammen mit den in den 1950er Jahren vorgenommenen Meliorations-Maßnahmen im Baccumer Bruch, zu besseren Ernten und zur Ausweitung der nutzbaren Flächen.
Nach dem Krieg wurden in den 1950er Jahren die ersten Baugebiete ausgewiesen. Interessenten waren in erster Linie die Heuerleute der Gemeinde. Auch Vertriebene aus den deutschen Ostgebieten fanden eine zweite Heimat. Die Heuerleute, eine Volksgruppe der Besitzlosen, standen seit Jahrhunderten in der Abhängigkeit ihrer Grundherren. Durch staatlich geförderte Maßnahmen erhielten sie damals ein eigenes Heim und eine kleine Landwirtschaft.
Heute haben die drei Ortsteile zusammen etwa 2700 Einwohner. Das entspricht einer Dichte von 117 Einwohnern je km². Neben mittelständischen Handwerksbetrieben, Gewerbetreibenden und Landwirten stellt sich Baccum-Ramsel-Münnigbüren heute überwiegend als Wohnsiedlung mit hoher Lebensqualität für Pendler dar.

## Kirchengeschichte

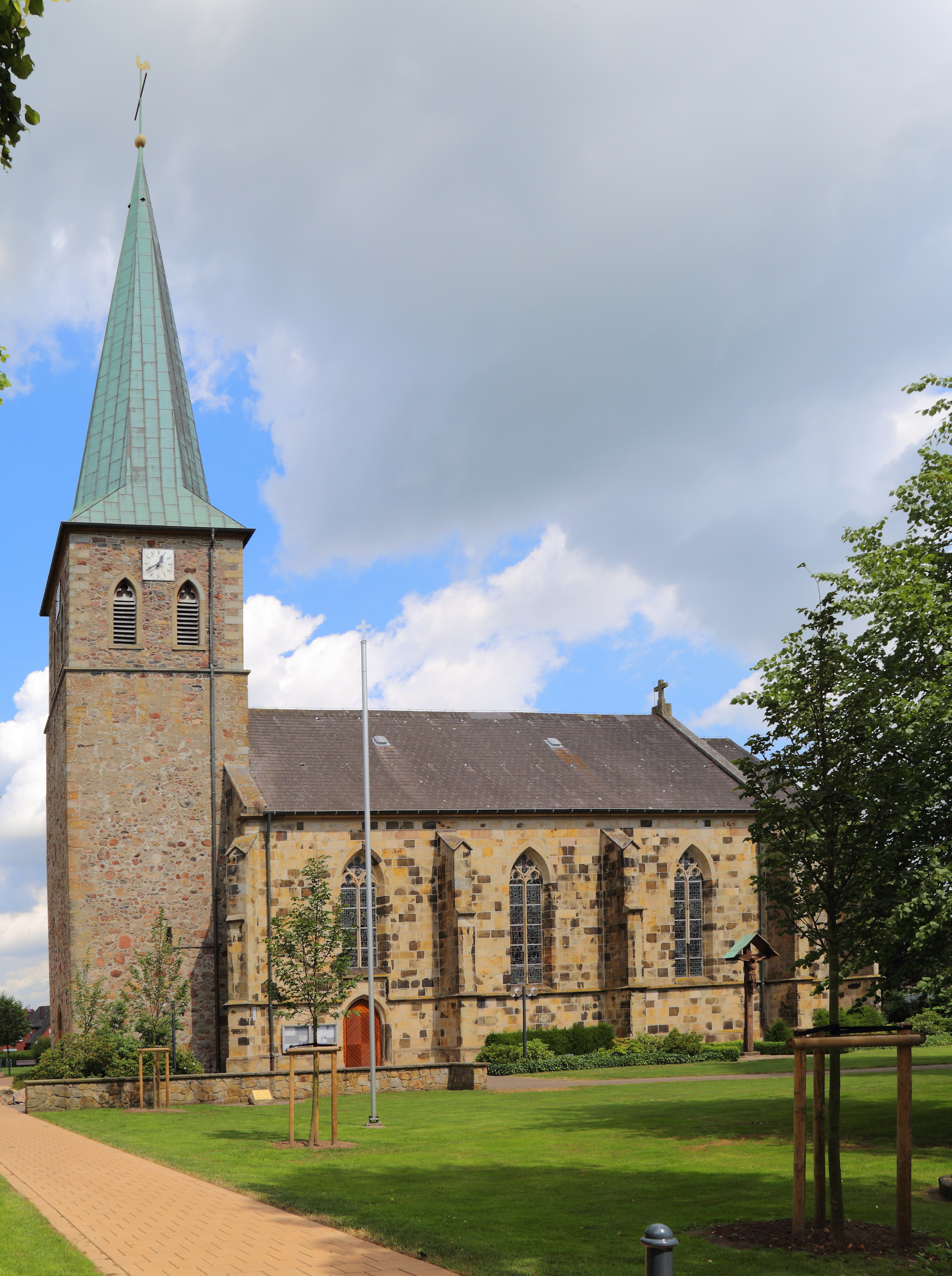
St.-Antonius-Kirche

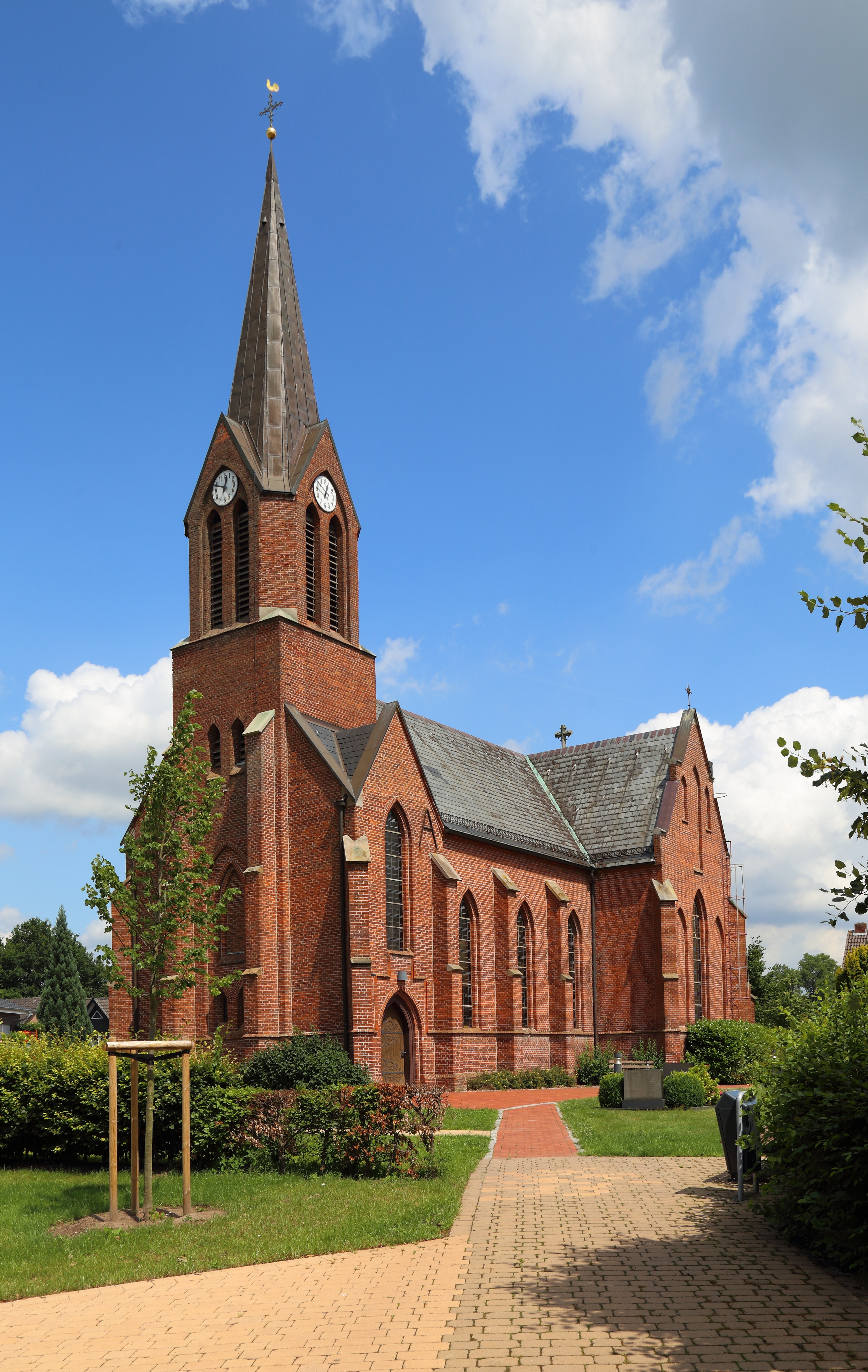
Evangelisch-reformierte Kirche

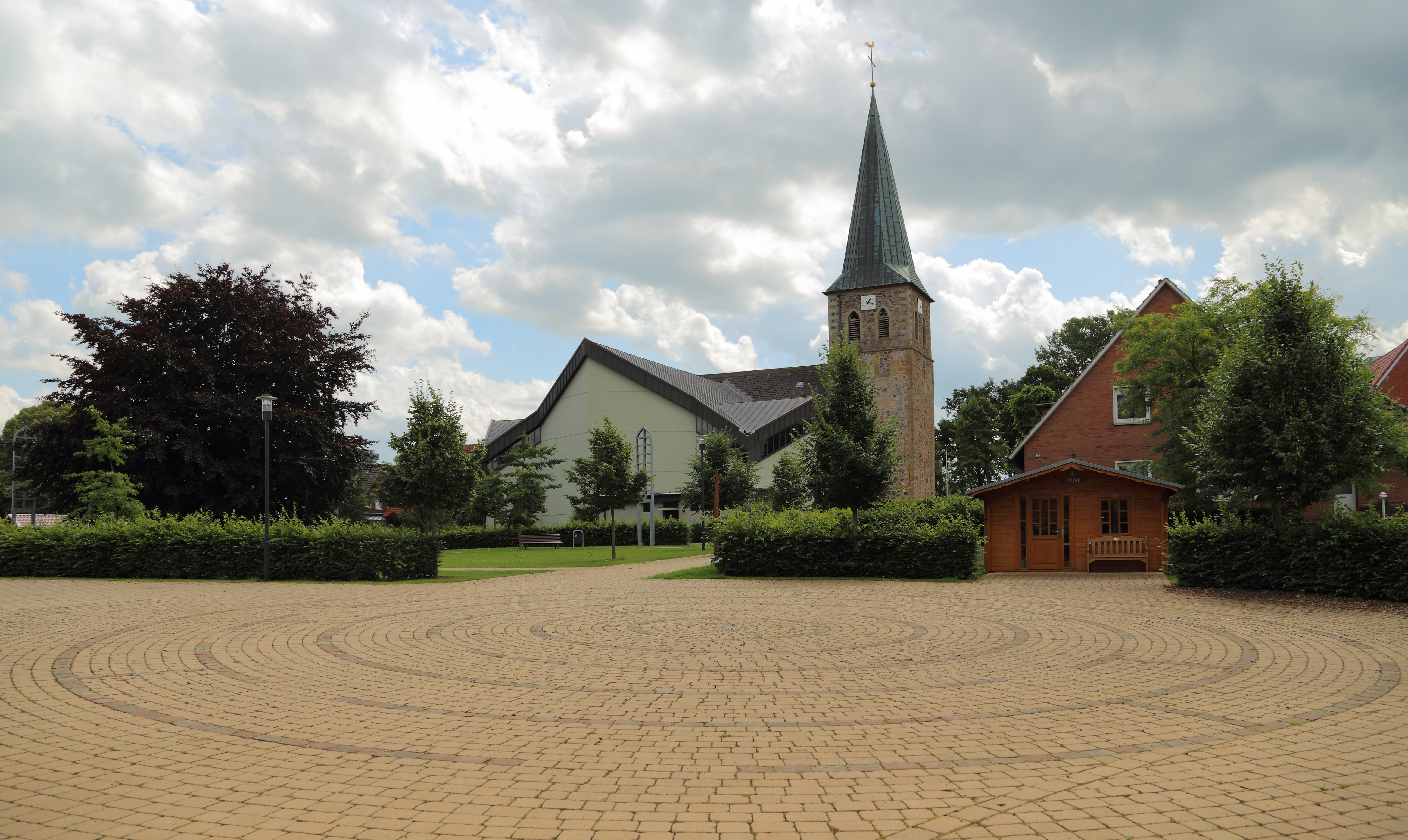
Die „Ökumenische Mitte“

Baccum gehörte im 13. und 14. Jahrhundert zur Pfarre Lingen, wie Urkundenbücher des Staatsarchivs Osnabrück nachweisen. Im Pfarrarchiv der katholischen Kirchengemeinde Baccum belegen Eintragungen, dass Baccum im Jahre 1414 schon eine selbständige Pfarre war mit einem „Kerkherr“, der Name des Pfarrers wird nicht genannt. Baccum hatte zu der Zeit also schon eine Kirche, die wahrscheinlich aber noch von Lingen als Filiale (Kapellengemeinde) betreut wurde.
Aus einer alten Bauzeichnung, anlässlich einer späteren Erweiterung, lässt sich der Bau der alten Kirche noch rekonstruieren. Es war ein kleines Kirchlein romanischer Bauart, mit einem proportional viel zu wuchtigen Turm. Ein Schriftstück weist nach, dass die Kirche keinen festen Fußboden hatte, Sitzbänke waren auch nicht vorhanden. Für ältere Personen standen lediglich einige Stühle bereit.
Aus einer Belehnungsurkunde der Gräfin Mette zu Tecklenburg und Lingen geht später hervor, dass der Vikar der Andreaskapelle (Burgkapelle) in Lingen, Heinrich Becker, um 1520 gleichzeitig Pastor in Baccum war. Pastor Becker bezog seine Einkünfte von der Burgkapelle und hatte auch seine Wohnung in Lingen. Für seine Tätigkeit in Baccum erhielt er außerdem alle der Pfarre Baccum gehörenden Einkünfte.
Wegen der engen Verbindung zur Burg Lingen ist der Gedanke naheliegend, dass einer der Tecklenburger Grafen auch schon beim Bau der Kirche mitwirkte. Das Baugrundstück und ein beachtlicher Teil der Pfarrländereien wurden der Baccumer Feldmark entnommen, dessen oberster Markenherr der Herr zu Lingen war, ein Tecklenburger Graf.
Die Trennung der reformierten Gemeinde von der katholischen, als Folge der Reformation, fand ihren Abschluss mit dem Bau einer reformierten Kirche im Jahr 1859. Auch die alte katholische Kirche war nach Jahrhunderten in einem baufälligen Zustand und wurde in den Jahren 1865 bis 1867 erneuert. Der mächtige Glockenturm blieb erhalten. Das Mauerwerk wurde um etwa 5 Meter erhöht und das bisherige Pyramidendach durch eine Turmspitze ersetzt. Der Turm erhielt dadurch eine Höhe von ca. 45 Meter.
Ende der 1960er Jahre litt die damals 1100 Seelen zählende katholische Kirchengemeinde unter akutem Platzmangel. Eine Erweiterung der Kirche wurde nötig, die Grundsteinlegung war im September 1970. Der erste Gottesdienst in der neuen Kirche wurde im September 1971 gefeiert.
Als Zeichen der Ökumene in Baccum entsteht seit 2009 die sogenannte „Ökumenische Mitte“. Dabei handelt es sich um eine Anlage im Bereich zwischen den beiden Kirchen, die für Veranstaltungen im Zeichen des ökumenischen Zusammenlebens der beiden Gemeinden gedacht ist.

## Politik
Der Ortsrat von Baccum setzt sich aus elf Mitgliedern zusammen. Die Ratsmitglieder werden bei der Kommunalwahl für jeweils fünf Jahre gewählt. Die aktuelle Amtszeit begann am 1. November 2021 und endet am 31. Oktober 2026.
Bei der Kommunalwahl 2021 ergab sich folgende Sitzverteilung:
| Ortsrat 2021Insgesamt 11 Sitze - SPD: 3 - BN: 1 - CDU: 7 |

## Naturdenkmäler
Im Baccumer Forst befindet sich das Mickelmeer, ein kleiner Heideweiher, der 1956 zum Naturdenkmal erklärt wurde.

## Sport
Der Sport-Club Baccum 1946. e. V. ist der einzige Sportverein des Ortes und betreibt die Sportarten Fußball, Tennis, Volleyball, Turnen und Tischtennis. Dabei stellt die Fußballabteilung die wichtigste Abteilung dar. Im Jahre 2008 sind es insgesamt 22 Mannschaften mit ca. 401 aktiven Fußballspielern, die am Spielbetrieb teilnehmen. Die 1. Seniorenmannschaft spielt in der 1. Kreisklasse Emsland Süd. Größter sportlicher Erfolg im Seniorenbereich war die Meisterschaft in der Saison 1987/88 in der Kreisliga Süd.

## Söhne und Töchter des Ortes
- Heinrich Weltring (1847–1917), Bildhauer, wurde auf dem Hof Varelmann geboren. Seine Statuen sind beispielsweise in Thuine, Plantlünne, Karlsruhe oder Heidelberg, nicht aber in seinem Geburtsort zu finden. Das Emsland-Museum in Lingen hat die von Weltring geschaffene Skulptur Die Nymphe erworben. Vor einiger Zeit wurde eine Straße nach Heinrich Weltring benannt.
- Wilhelm Müller (1851–1928), Architekt
- Bernhard Deermann (1887–1982), Politiker (BVP), Reichstagsabgeordneter

Aus Ostpreußen ist nach dem Zweiten Weltkrieg Agnes Dojan nach Baccum gekommen. Hier entwickelte sie sich zu einer Schriftstellerin, die ein auf plattdeutsch geschriebenes Werk hinterlassen hat.